# 施泰因豪森朝圣教堂

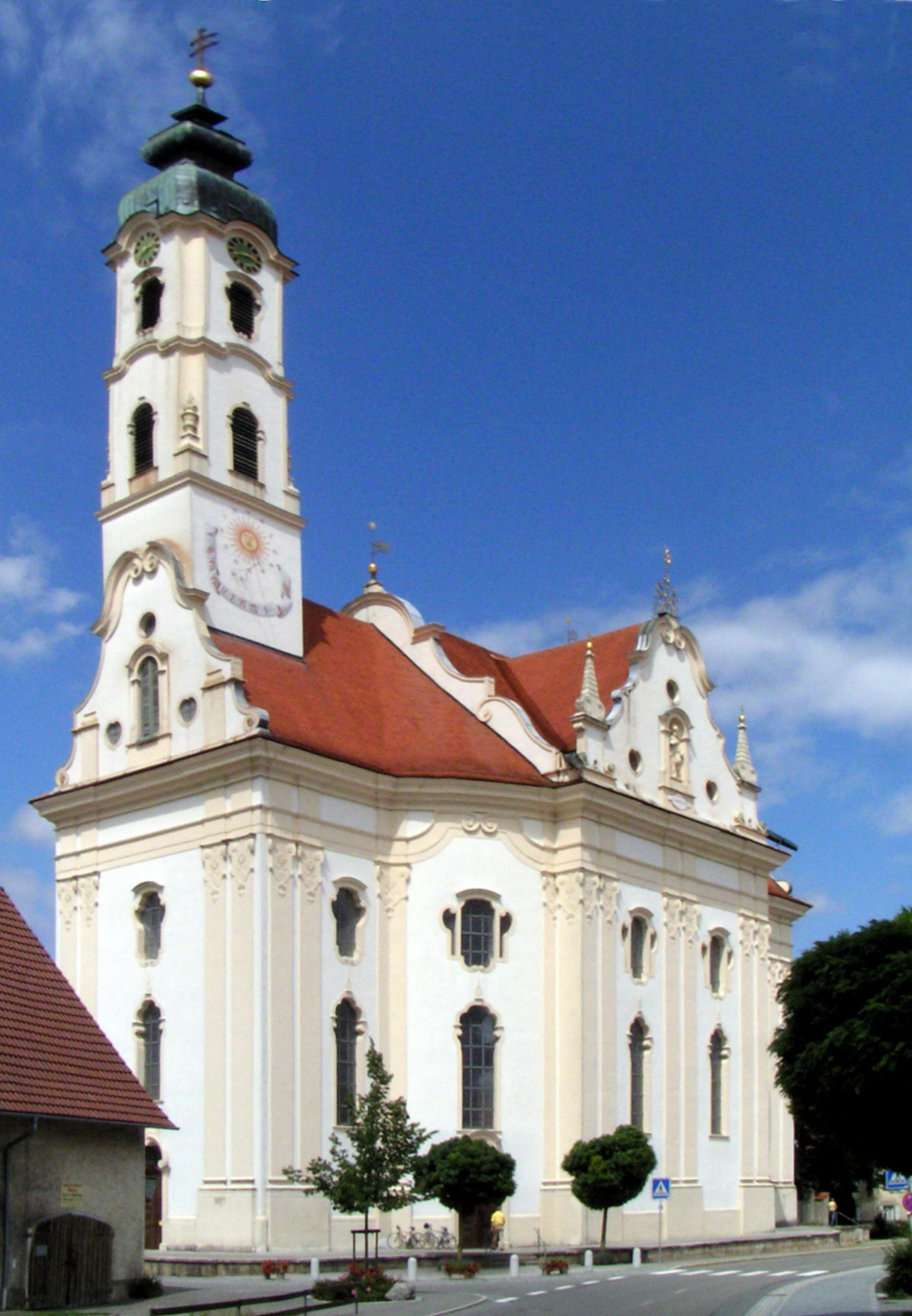

施泰因豪森朝圣教堂是位于德国巴登-符腾堡州巴特舒森里德市施泰因豪森区的一座朝圣教堂，建于1728至1733年，号称是“世界上最美丽的乡村教堂”。天花板上的湿壁画是洛可可式。